# Język mongo
Język mongo (również lomongo lub nkundu) – język z rodziny bantu, z grupy mongo-nkundu, używany w Demokratycznej Republice Konga. Istnieją bardzo rozbieżne raporty na temat liczby użytkowników. William Welmers podaje ich liczbę na 216 tys. (w 1971), zaś La Vaughn Hayes na 3,2 mln (w 1977).